# Jesper Jensen (forfatter)
 Der er flere personer med dette navn, se Jesper Jensen.
Jesper Jensen (født 6. juni 1931 i København, død 15. november 2009) var en dansk forfatter, der især i sin ungdom var kendt for sine venstreorienterede værker samt som venstrefløjsaktivist, herunder som tilhænger af væbnet kamp i form af guerillakrig mod "velstandssamfundet".
Jesper Jensen bidrog flittigt til den politiske debat med sange og digte, der ofte handlede om den lille mands kamp for social retfærdighed og mod udbytning, undertrykkelse og umyndiggørelse. Derudover skrev Jesper Jensen sange, ofte med politisk indhold, fx som støtte for folkebevægelserne mod EF, krig og atomkraft. Derudover skrev Jesper Jensen en mængde revytekster (bl.a. til revyen Gris på gaflen), og han oversatte både klassiske og moderne digte og skuespil, som f.eks. værker af Goethe og Heinrich Heine. Jesper Jensen var også medforfatter til den Mao-inspirerede udgivelse Den lille røde bog for skoleelever fra 1969.
Han har blandt andet skrevet digtene Kender De det, Mand mand og Altså er jeg. Jesper Jensen skrev også visen Øjet, som Trille sang i fjernsynet i 1970, hvilket førte til, at Justitsministeriet anlagde sag for blasfemi, som dog blev tabt.
Jesper Jensen blev student fra Vestre Borgerdyd i 1949, og han opholdt sig i USA 1949-50, inden han påbegyndte psykologistudiet på Københavns Universitet, hvorfra han blev mag.art. i 1957.
I bogen Tilbageklip, der blev udgivet i 1995, fortæller Jesper Jensen om sit liv.
Jesper Jensen var broder til jazzmusikeren Theis Jensen, samt halvbroder til professor i engelsk Eric Jacobsen.
Han er begravet ved Dragør Kirke.